# Rubus eggersii
Rubus eggersii är en rosväxtart som först beskrevs av Wilhelm Olbers Focke, och fick sitt nu gällande namn av Per Axel Rydberg. Rubus eggersii ingår i släktet rubusar, och familjen rosväxter. Inga underarter finns listade i Catalogue of Life.